# Космография (Бернард Сильвестр)
«Космография» — аллегорическая дидактическая поэма Бернарда Сильвестра на тему сотворения мира.
Написана прозиметром (смесью прозы и стихов). Под сильнейшим влиянием позднего неоплатонизма, оказанным через вторые руки, Бернард создаёт синкретическую картину вселенной с высшими и низшими божествами, эманациями, астральными и природными духами, пропитанную культом плодородия.

## Название
Первые публикаторы поэмы, Барах и Вробель, приписавшие её Бернарду Шартрскому, дали ей название De mundi universitate, взяв эти слова из посвящения. Однако в большинстве рукописей (их сохранилось более 50; впрочем, Бараху и Вробелю были известны лишь две) поэма названа Cosmographia. Возможно, это не столько название, сколько жанровое обозначение.

## Содержание
Поэма состоит из двух частей: «Мегакосм» (Megacosmus) и «Микрокосм» (Microcosmus). Первая описывает сотворение мира, вторая — сотворение человека.

### Мегакосм
В начале описано состояние материи (лат. silva): бесформенный хаос, жаждущий гармонического устроения. Натура жалуется на это Нус (женской эманации божественного разума). Нус как в зеркале видит предопределённую последовательность веков и появление культурных героев, перечисленных по преимуществу комплиментарными парами: Фороней, Этеокл и Полиник, Фаэтон, Девкалион, Кодр и Крез, распутный Парис и целомудренный Ипполит, Приам и Турн, хитроумный Улисс и могучий Геркулес, первый кулачный боец Поллукс и первый кормчий Тифий, ритор Цицерон и геометр Фалес, поэт Марон и скульптор Мирон, мудрец Платон и воин Ахилл, любящий роскошь Нерон и щедрый Тит. Венчают список Дева Мария и папа Евгений III (поэма написана при его понтификате).
Нус порождает собственные эманации: Энделехию и Мировую Душу, которые в свою очередь порождают небеса, небеса порождают звёзды, звёзды порождают мир. Над небесами обитает надматериальное божество. На небесах восседает на престоле Нус в окружении херувимов и серафимов. Далее располагаются ангелы низшего ранга, неподвижные звёзды, созвездия, знаки Зодиака и планеты. Описание земли принимает форму поэтического каталога: перечислены известные горы, животные (от бо́льших к меньшим), реки, деревья, деревья, овощи и травы, рыбы.
Итак, космос должным образом организован. Он вечен, ибо вечны причины, его породившие.

### Микрокосм
Натура восхваляет свои труды — она оформила материю, задала звёздам их путь, засеяла землю семенами жизни. Теперь она планирует увенчать всё это сотворением человека. Для этого необходима помощь. Нус советует ей разыскать Уранию и Фисис. Натура отправляется в путешествие через несколько небес. У самого края тверди лежит сфера, называемая «апланон», не подверженная изменениям, поскольку состоит из пятой стихии, называемой также пантоморф. Здесь Натура встречает «Оярсеса» Уранию, которая приветствует её как сестру, и они вместе возносятся в небесную святую святых, место высшего божества, чьё имя Тугатон. Богини обращаются к триединому величеству с молитвой. Затем начинается их нисхождение с небес на планеты. Каждой планете в качестве повелителя («Оярсес») назначен один из античных богов. Они следуют через Солнце, Венеру, Купидон и Элизий, а затем спускаются к области Луны, которая отделяет чистый эфир от беспокойной атмосферы Земли. Здесь обитают тысячи счастливых духов; одни из них ангелы, другие же полевые, лесные и морские божества античности. В приятном месте под названием Гранусион, пахнущем всеми цветами и травами Востока, живёт Фисис со своими дочерьми Теорией и Практикой.
Теперь к путешественникам присоединяется сама Нус. Она формирует идею человека. Он будет одновременно божественным и человеческим. Движение звёзд будет предопределять его жизнь, он познает космос, будет править Землёй, а после смерти вознесётся в эфир. Нус даёт Урании, Фисис и Натуре Зеркало Провидения, Таблицу Судеб и Книгу Памяти, после чего три богини совместно создают человека.
Поэма заканчивается описанием человека, его органов и их функций. Последние строки поэмы воздают хвалу мужским детородным органам: они борются со смертью, восстанавливают природу и продолжают род, предотвращая тем самым возвращение хаоса.

## Издания
- De mundi universitate libri duo sive megacosmus et microcosmus, Hrsg. C. S. Barach und J. Wrobel (Innsbruck, 1876).
- Cosmographia, ed. André Vernet, in «Bernardus Silvestris: Recherches sur l’auteur et l’oeuvre, suivies d’une édition critique de la 'Cosmographia'» (неопубликованная диссертация, École nationale des Chartes, 1938).
- Cosmographia, ed. Peter Dronke (Leiden: Brill, 1978). ISBN 90-04-05767-6